# Laticlave
 (juillet 2021).

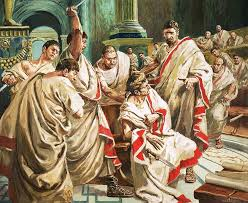
Sur ce tableau représentant l'assassinat de Jules César en plein Sénat, l'artiste a revêtu les sénateurs de la toge prétexte, bordée de pourpre. Les laticlaves sont sur les tuniques, invisibles sur le tableau.

Le terme laticlave désigne, dans la Rome antique, un insigne honorifique (ornamentum) réservé initialement aux membres de l'ordre sénatorial.

Il se compose d'une large bande pourpre verticale (en latin lati « larges » et clavi, « bandes »), partant du cou et descendant jusqu'au bas du vêtement, qui orne les tuniques amples des sénateurs portées en dessous de la toge,. On peut parler de tunica laticlavia ou simplement de « laticlave » pour la tunique elle-même.

Le laticlave se distinguait de l'angusticlave, plus étroit, porté par les chevaliers et de la tunica recta, qui n'avait aucune bande.

Le terme de laticlavii désignait les jeunes hommes qui deviendraient sénateurs.

Sous la République, son usage se répand au sein de dignitaires de haut rang, et son attribution hiérarchique semble dater de Sylla.
Il ne s'agissait auparavant que d'un élément de prestige, certainement héréditaire, propre à la classe patricienne et à l'aristocratie ; il est probable que son origine soit  étrusque.
Le port de la tunique laticlave semble s'être poursuivi à l'époque du christianisme primitif, comme l'incitent à penser certaines représentations du Christ (peut-être un lien existe-t-il avec son appartenance à l'ancienne royauté romaine qui exclusivement l'arborait, lien que les patriciens préservèrent entre eux, renvoyant au partage des pouvoirs auparavant attribués au roi aux seuls sénateurs).